# هامون (خوسف)
هامون روستایی در دهستان خوسف در بخش مرکزی شهرستان خوسف واقع در شهرستان خوسف استان خراسان جنوبی ایران است. بر اساس سرشماری سال ۱۳۸۵، جمعیت این روستا ۲۵ نفر (۷ خانوار) بوده‌است.